# Ferruccio Parri
Ferruccio Parri, né le 19 janvier 1890 à Pignerol et mort le 8 décembre 1981 à Rome, est un homme d'État italien et un antifasciste, président du Conseil en 1945.

## Biographie
Diplômé en lettres, Ferruccio Parri enseigne au lycée Parini de Milan, avant de devenir rédacteur du Corriere della sera. Il participe à la Première Guerre mondiale.
Arrêté pour avoir facilité l'exil de Filippo Turati, Parri est condamné à plusieurs années de prison, puis en sa qualité de membre antifasciste, il participe à l'activité du mouvement libéral-socialiste « Giustizia e Libertà », organisation inspirée par les frères Carlo et Nello Roselli. Pendant la guerre de libération, il prend le pseudonyme de « Maurizio » (qui proviendrait de la colline de San Maurizio, dans sa commune natale de Pignerol) et il devient un des chefs de la résistance au sein du Parti d'action qu'il avait contribué à créer.
Pendant les phases les plus critiques de la résistance, il dirige le Comité italien de libération nationale (CLNAI) pour l'Italie du Nord et il coordonne le commandement unifié de résistance ou Corps des volontaires de la liberté.
Après la libération, Parri devient président du Conseil des ministres le 21 juin 1945, à la tête d'un gouvernement d'unité nationale composé d'actionnistes, de communistes, de démocrates-chrétiens, de socialistes et de libéraux. Après six mois au pouvoir, ces derniers lui retirent leur appui politique et Parri démissionne de ses fonctions.
Il devient secrétaire du Parti d'action, mais deux mois avant la déroute de celui-ci aux élections de juin 1946 au cours desquelles il recueille moins de 1,5 % des voix, Parri préfère quitter le parti pour créer avec Ugo La Malfa le mouvement Concentration démocratique, lequel en 1948 fusionnera avec le Parti républicain (PRI).
Député à l'Assemblée constituante (1946-48), sénateur de droit en tant qu'éminente personnalité antifasciste (1948-53), il siège dès 1952 au sein de l'Assemblée commune de la Communauté européenne du charbon et de l'acier. En 1953, en désaccord avec la nouvelle électorale, il quitte le PRI et donne naissance avec Piero Calamandrei à l'Unité populaire.
Il est élu sénateur en 1958 comme indépendant dans les listes du Parti socialiste italien. Antonio Segni, président de la République, le nomme sénateur à vie en 1963. Dans la Haute Assemblée, il fait partie du groupe de la gauche indépendante dont il est le président pendant de nombreuses années.
Considéré comme un des pères de la patrie, il est enterré dans le cimetière monumental de Staglieno de Gênes.

## Distinctions
Il a été décoré de la médaille de la « Bronze Star Medal » (médaille de l'Étoile de bronze américaine).